# Aeroportul Cape Vogel
Aeroportul Cape Vogel (IATA: CVL) este un aeroport din Milne Bay Province⁠(d), Papua Noua Guinee.
aeroportul dispune de o singură pistă.